# Озургетский исторический музей
Озургетский исторический музей — музей исторического профиля в городе Озургети, Грузия.

## О музее
Образован в 1936 году в городе Махарадзе на базе Красногвардейского партизанского общества как Махарадзевский краеведческий музей. Изначально размещался в небольшом помещении в здании Горсовета. Основу собрания музея составило оружие, принадлежавшее обществу: кремневое ружье, пистолеты, кинжалы, мечи всего 200 музейных предметов.
В 1974 году музей был перемещён в здание бывшего дворца генерала-майора русской армии, участника Крымской и Русско-турецкой войн Дмитрия Гуриели, где была развёрнута большая экспозиция.
К началу 1980-х годов собрание музея состояло из более чем 10 тысяч предметов, среди которых выделялись коллекции археологии, предметов быта и этнографии, нумизматика (золотая монета А. Македонского, серебряные монеты — колхидские тетри VI в. до н. э.), рукописи, вещевые, фото- и документальные материалы по истории края. Экспозиция размещалась на площади 1016 м² и состояла из 13 залов: первобытное общество, образование классового общества, край в период средних веков, край в XVI—XIX веках, антифеодальные выступления 1820—1849 гг., Крымская война 1853—1856 гг., 1905 год в Гурии, край в советский период.
По состоянию на начало 1980-х годов, музей имел филиал — Дом-музей Героя Советского Союза К. Н. Леселидзе (в селе Хварбети).
С апреля 1991 года музей располагается в здании, построенном в 1978-81 годах специально для Музея боевой славы 18-й армии (в 1991 году тот был закрыт).
С 2001 года носит современное название. Имеет ряд филиалов: филиал в селе Гурианта, Этнографический музей в селе Двабзу, музей Эквтиме Такаишвили в Лихаури.